# عمر توريخوس
عمر توريخوس Omar Torrijos (1929 – 1981) كان قائد الحرس الجمهوري في بنما، والحاكم الفعلي لبنما بانقلاب عسكري منذ عام 1968 حتى 1981. لم يسم توريخوس رسميا برئيس الجمهورية، لكنه بدلا من ذلك أطلق على نفسه ألقابا منها «القائد الأعلى لثورة بنما» و«الرئيس الأعلى للحكومة».
ورغم أنه كان يتصف بأنه ديكتاتورا يساريا إلا أنه لم يكن بهذا المعني الصريح فهو لم يعلن نفسه زعيما أو امتدادا لخطوات مثل خطوات جيفارا أو كاسترو أو سالفادور الليندي، وهم نماذج يسارية في أمريكا اللاتينية وقفت ضد هيمنة الولايات المتحدة بل كان هدفه هو استقلال بلادة من الهيمنة الأمريكية وفرض سيطرة الدولة كاملا على قناة بنما دون إثارة نعرات أو شعارات معادية للولايات المتحدة ويري انه من الأفضل التعامل مع الولايات المتحدة والاستفادة منها دون معاداتها خاصة وانه يهمه مصلحة شعب بلاده الفقير والذي يجب أن يستفيد من عائد قناته، ولذلك لقي دعم الولايات المتحدة لكونه معارضا للشيوعية. أكثر أعماله شهرة هي توقيع ما يعرف بمعاهدات توريخوس كارتر التي أعطت بنما السيادة الكاملة على قناة بنما ووقعت عام 1979.
وتأتي المعاهدة في إطار مجاراة الولايات المتحدة لاهدافة وسعيها في نفس الوقت إعادة سيطرتها علي قناة بنما، وكانت المشكلة في انه من وجهة النظر الأميريكة انه لم يكن فاسداً ولم يكن قابلاً للإفساد وبالتالي هو ليس نموذجا للنظام الأمريكي المفترض والذي يقوم علي أن من يحتلون المناصب العليا في الدول التي تحي الهيمنة فاسدون بشكل أو بآخر. حين يأتي شخص ما ويهدم هذه القاعدة فإنه يمثل تهديداً للنظام في باقي الدول الأخرى، ونموذجاً لكيفية رفض الهيمنة الأمريكية يمكن أن يحتذيه آخرون وبالتالي تم تفجير طائرة عمر توريهو عام 1981 بأيدي (أبناء آوي – جاكالز)، وهو تعبير أمريكي عن رجال الاغتيالات التابعين للـ سي.أي.ايه.
أما ابنه مارتن توريخوس فقد انتخب رئيسا للبلاد من عام 2004 حتى 2009.

## روابط خارجية
- عمر توريخوس على موقع IMDb (الإنجليزية)
- عمر توريخوس على موقع الموسوعة البريطانية (الإنجليزية)
- عمر توريخوس على موقع مونزينجر (الألمانية)
- عمر توريخوس على موقع إن إن دي بي (الإنجليزية)